# Bend Sinister (banda)
Bend Sinister es una banda canadiense de rock formada en 2001 y establecida en Vancouver, Columbia Británica, Canadá. La banda toma su nombre de una novela de Vladimir Nabokov.

## La historia
La banda se formó en 2001 y comenzó a tocar en bares de su ciudad natal Kelowna, British Columbia. Después se trasladaron a Vancouver, e incluyeron a un nuevo baterista y guitarrista, además de que contrataron al productor Shawn Cole para armar lo que ahora es su primer álbum de larga duración Through the Broken City. La banda hizo tres tours consecutivos a nivel nacional en apoyo del álbum.
En 2006, Bend Sinister cambió de disquera a una recién formada división de Distort Entertainment, Distort Light.
En enero de 2006, la banda presentó un conjunto de seis canciones en una sesión en CBC Television Studio 2. Más Tarde, CBC realizó con la banda un cortometraje, "la Carne de la Banda - Bend Sinister", en el programa de televisión de ZeD. La banda lanzó su tercer álbum, un EP homónimo, el 4 de septiembre de 2007 e hicieron una gira por Canadá con el apoyo de CBC Radio 3, incluyendo una parada en el Pop Montreal , 7 de octubre de 2007.
En el 2012, la Bend Sinister se embarcó en un mes de Gira por Canadá apoyando a Electric Six, así como a su nuevo EP "On My Mind" con el nuevo sencillo "Give it a Rest" que ya ha comenzado a llegar a la radio, y debutó en la posición 25 en CBC Radio 3.

## Discografía
- The Warped Pane (2002)
- Through the Broken City (2005)
- Bend Sinister (EP) (2007)
- Stories of Brothers, Tales of Lovers (2008)
- Spring Romance (EP) (2010)
- Selected Demos & Rarities (2011)
- On My Mind (EP) (2012)
- Small Fame (2012)
- Animals (2014)